# 拱形馬路
拱形馬路（葡萄牙語：Estrada do Arco）又名：關閘橫路，是位於澳門花地瑪堂區的一條交通要道。
拱形馬路西起青洲大馬路、罅些喇提督大馬路及巴波沙大馬路之交匯處，東止與黑沙環馬路交匯處，北側為三角花園，南側為望廈山。它是溝通關閘、台山、青洲至中區，也溝通望廈至北區的交通。

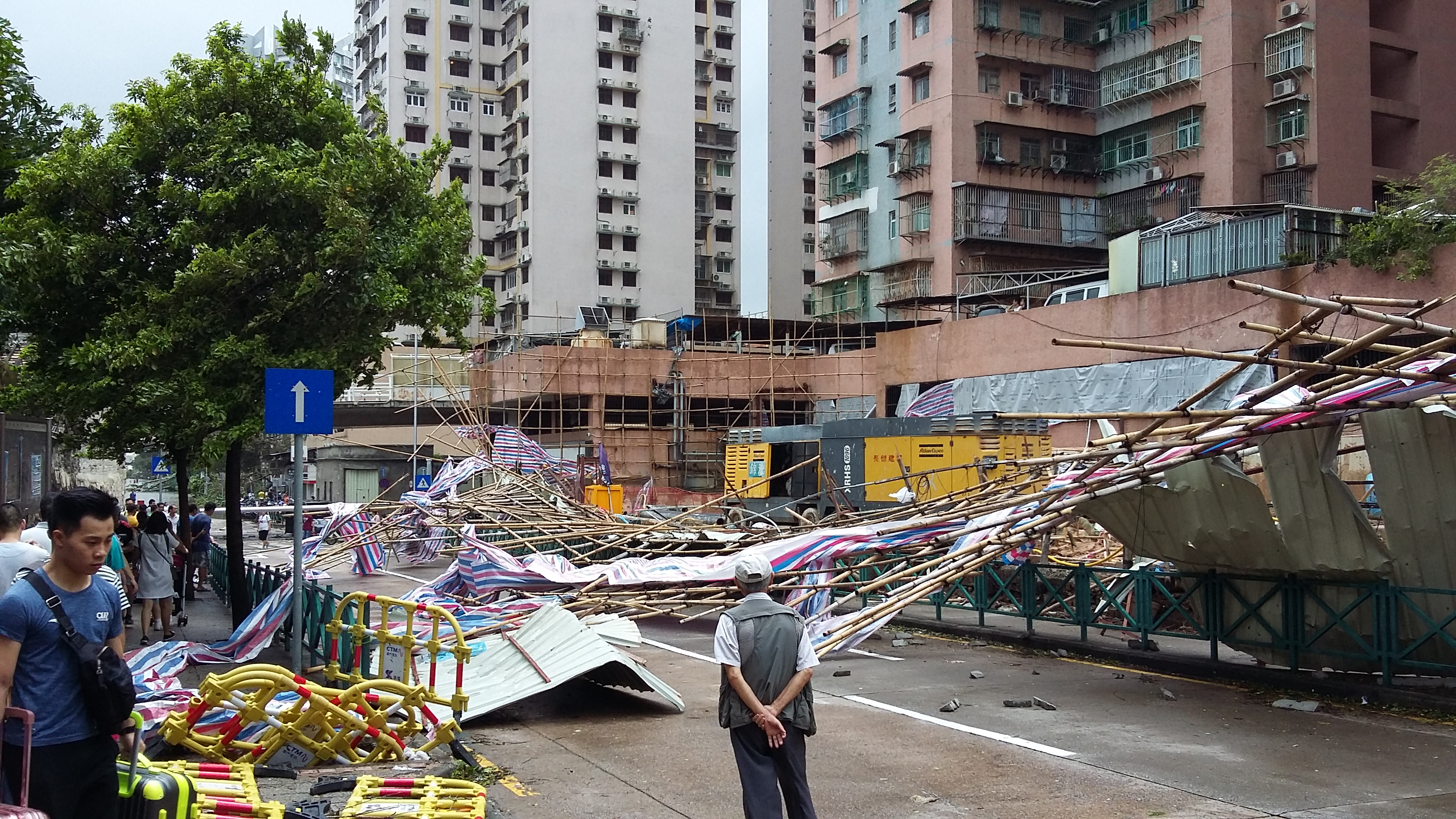
被颱風天鴿吹襲後的拱形馬路

## 連接道路
- 青洲大馬路
- 罅些喇提督大馬路
- 巴波沙大馬路
- 關閘馬路

## 地標建築
下列地標建築由東至西排序：
- 維多利亞酒店
- 三角花園
- 蓮峰普濟學校
- 葡萄牙盾徽石塊，1848年葡萄牙人進佔關閘開闢馬路時所置。
- 蓮峰廟
- 中國銀行黑沙環支行